# Горайовиці (Підкарпатське воєводство)
Горайовиці (пол. Gorajowice) — село в Польщі, у гміні Ясло Ясельського повіту Підкарпатського воєводства.
Населення — 283 особи (2011).
У 1975-1998 роках село належало до Кросненського воєводства.

## Демографія
Демографічна структура станом на 31 березня 2011 року:
|          | Загалом | Допрацездатний вік | Працездатний вік | Постпрацездатний вік |
| -------- | ------- | ------------------ | ---------------- | -------------------- |
| Чоловіки | 142     | 25                 | 104              | 13                   |
| Жінки    | 141     | 23                 | 90               | 28                   |
| Разом    | 283     | 48                 | 194              | 41                   |